# FK Metta
FK Metta is een Letse voetbalclub uit de hoofdstad Riga. De thuisbasis is sinds 2018 het Daugavastadion, daarvoor speelde het op het sportcomplex van Rīgas Hanzas vidusskolas. De traditionele kleur is groen. 

## Geschiedenis
De METTA-voetbalschool is opgericht op 2 mei 2006. Sinds 2000 was er al een voetbalschool voor jeugdvoetbal. In 2007 ging de school samen met de Universiteit van Letland met een standaardelftal in de 1. līga spelen. Daarbij kreeg het naam METTA/Latvijas Universitāte. In 2011 werd FS METTA/LU kampioen en promoveerde naar de Virslīga. In 2019 werd de naam FK Metta aangenomen. Van 2013 tot 2018 eindigde de club telkens voorlaatste en speelde elk jaar een play-off tegen een tweedeklasser voor het behoud, die het telkens won. In 2019 werd de club laatste, maar omdat de competitie met één club uitgebreid werd mocht de laatste ook een play-off spelen, die de club alweer won. Ook in 2020 werd de club voorlaatste, maar deze keer was er geen play-off.  
De gemiddelde leeftijd van de spelers van het eerste elftal lag in 2020 op 19,5 jaar. Daarmee was FK Metta het jongste team van alle Europese clubs uit de hoogste divisies.

## Erelijst
- 1. līga: 2011

## Eindklasseringen
| 4 |

| 5 |

| 6 |

| 5 |

| 1 |

| 8 |

| 9 |

| 9 |

| 7 |

| 7 |

| 7 |

| 7 |

| 9 |

| 9 |

| 7 |

| 9 |

| 9 |

| Virslīga | 1. līga |